# Klaus Trouet
Klaus Trouet (* 8. März 1932 in Trier; † 7. August 2012 in Kelkheim) war ein deutscher Jurist und Mitbegründer der Deutschen Stiftung Denkmalschutz.

## Leben
Klaus Trouet wuchs als Sohn eines Kaufmanns zusammen mit sieben Geschwistern in Trier auf. Er besuchte das dortige Friedrich-Wilhelm-Gymnasium und studierte zunächst neben Rechts- und Staatswissenschaften auch Mathematik und Physik. 1962 wurde Trouet mit einer Arbeit über die Äquivalenz im deutschen Patentrecht an der Universität Göttingen zum Dr. iur. utr. promoviert. Er war als Fachanwalt für Urheber-, Warenzeichen- und Patentrecht tätig.
Mit 28 Jahren trat Trouet als Jurist in die Dienste der Farbwerke Hoechst AG, wo er in den Folgejahren als Direktor das Zentralsekretariat des Vorstandes der Hoechst AG leitete. Außerdem war Klaus Trouet Mitglied des Verwaltungsrats des Deutschen Atomforums.
Seit 1972 war Trouet Lehrbeauftragter, mit Bestellung vom 23. Februar 1989  Honorarprofessor an der Universität Würzburg und lehrte dort Außenwirtschaftsrecht und Europarecht.
Klaus Trouet lebte zuletzt mit seiner Frau Mechthild in Kelkheim im Taunus; aus der Ehe stammen drei Kinder. Der Katholik Trouet wurde 1978 in den Päpstlichen Ritterorden vom Heiligen Grab zu Jerusalem investiert. Er war Mitglied der katholischen Studentenverbindung KStV Westmark Bonn im KV.

## Wirken
Klaus Trouet war, zusammen u. a. mit Gottfried Kiesow, 1985 einer der Mitbegründer der Deutschen Stiftung Denkmalschutz. Nach seiner Pensionierung widmete sich Trouet verstärkt dem Denkmalschutz und wurde 1994 stellvertretender Vorsitzender der Stiftung, deren Vorstand er auch nach Übergabe dieser Funktion 2011 weiter angehörte. Er war maßgeblich beteiligt an der Gründung der DenkmalAkademie, als deren Vorstandsmitglied er wirkte, und der Jugendbauhütten der Deutschen Stiftung Denkmalschutz in der Trägerschaft der IJGD. Er war stellvertretender Aufsichtsratsvorsitzender der Brandenburgische Schlösser GmbH und bis 2008 außerdem Präsidiumsmitglied des Bundes Heimat und Umwelt.

## Auszeichnungen
- Am 29. Februar 2008 erhielt Klaus Trouet für seinen Einsatz für die deutsch-internationalen Beziehungen und den Denkmalschutz das Bundesverdienstkreuz Erster Klasse verliehen.[5]

## Schriften (Auswahl)
- Die Aequivalenz im Deutschen Patentrecht, 1963
- US-Administration: die Verwaltung des Werkes Hoechst, 1945–1953, Band 48 von Dokumente aus Hoechst-Archiven, 1976
- Die Verhandlungen über die Auflösung von IG-Farben und die Gründung der Farbwerke Hoechst AG 1945-1953, Band 49 von Dokumente aus Hoechst-Archiven, 1978
- Der Hoechst-Konzern entsteht. Die Verhandlungen über die Auflösung von IG Farben und die Gründung der Farbwerke Hoechst AG 1945 bis 1953. Teile I + II. Frankfurt/M. 1978
- Die Hauptversammlung. Organ der Aktiengesellschaft oder Forum der Aktionäre? In: Neue juristische Wochenschrift 39 (1986), H. 20/21, S. 1302–1307. ISSN 0341-1915
- Technische Handelshemmnisse und der GATT-Normenkodex. In: Österreichische Zeitschrift für öffentliches Recht und Völkerrecht 38 (1987), H. 1–3, S. 35–47. ISSN 0942-010X
- Privates Engagement in der Denkmalpflege am Beispiel Schloss Stolberg und Schloss Kloster Ilsenburg. In: Phillipp Fürst zu Stolberg-Wernigerode und Jost-Christian Fürst zu Stolberg-Stolberg (Hrsg.): Stolberg 1210–2010. Zur Achthundertjährigen Geschichte des Geschlechts. Verlag Janos Stekovics, Dößel 2010, S. 278–291, ISBN 978-3-89923-252-3.